# Цареконстантиновская церковь
Цареконстантиновская церковь — православный храм в городе Суздале Владимирской области. Относится к Владимирской епархии Русской православной церкви. Имеет парную зимнюю Скорбященскую церковь (1750—1787).
В 1990—2009 годах находился в ведении юрисдикции «Российская православная автономная церковь» и являлся кафедральным собором этой юрисдикции.

## История

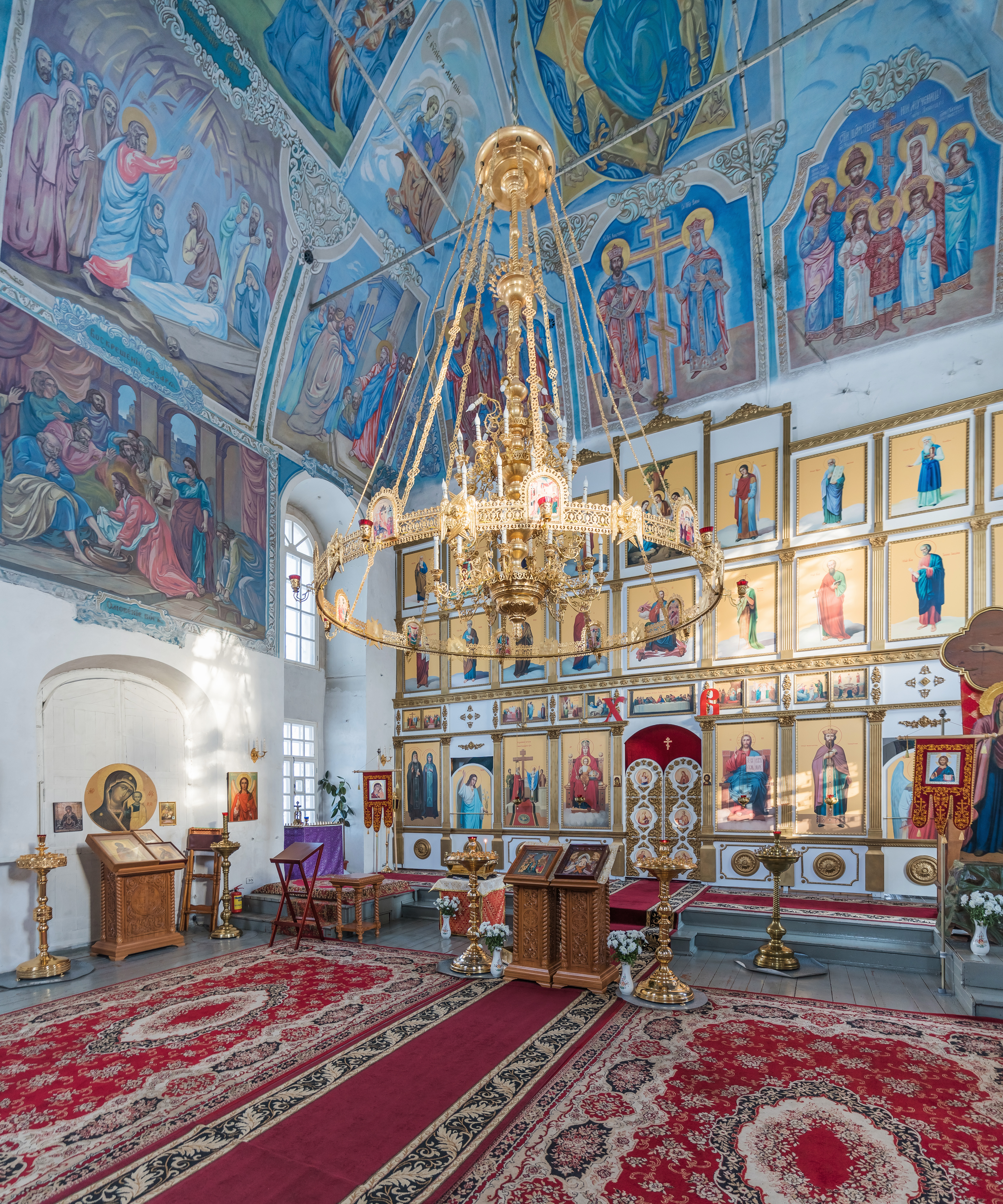
Интерьер церкви

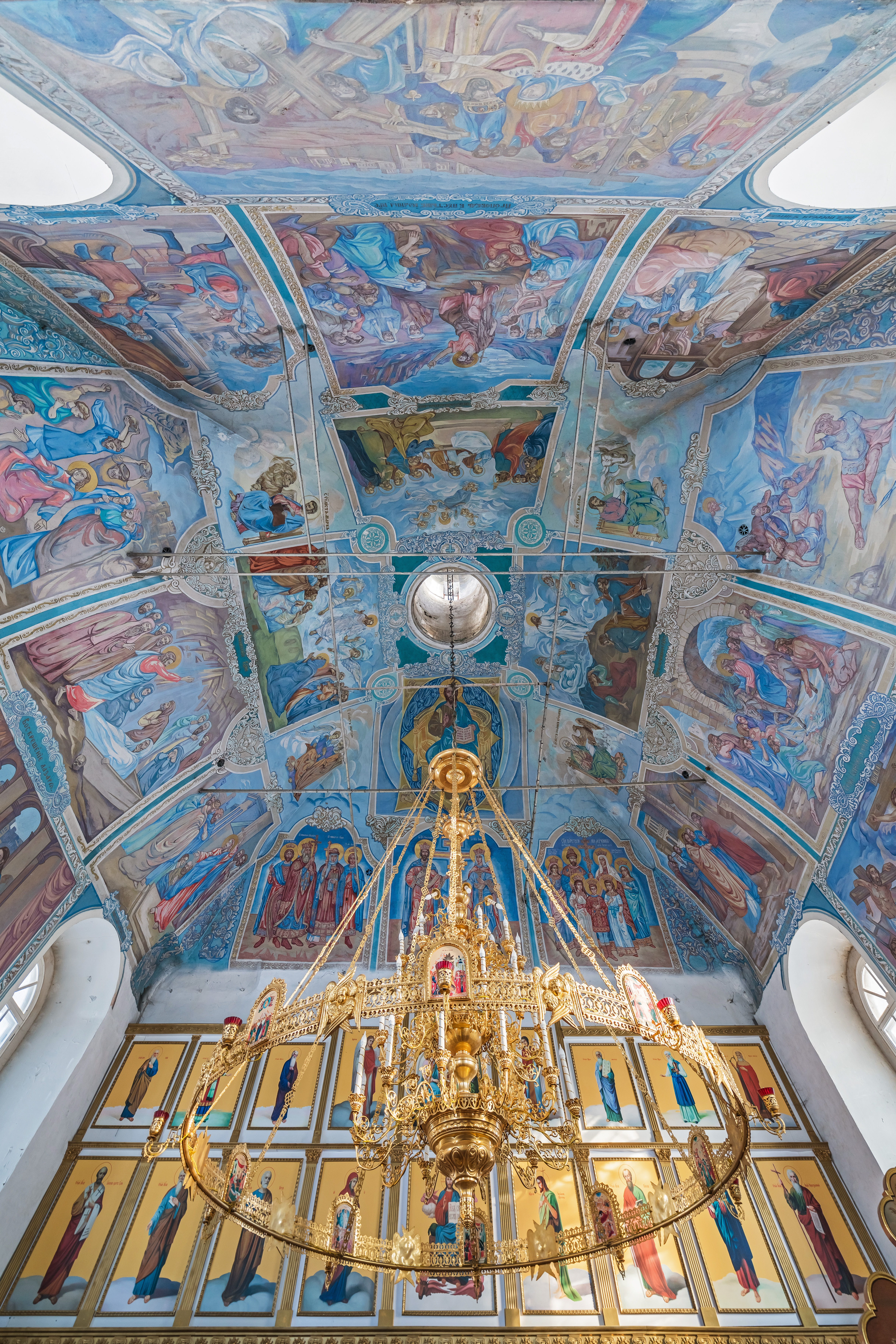
Свод церкви

В начале XVII века на месте существующей церкви стояла «церковь царя Константина, деревянная клецки». Приход был небольшим, священнослужители пользовались ружными грамотами, дающими право на получение жалованья из государевой казны, поэтому в суздальской описи церковь названа «ружной».
Из-за ветхости деревянная церковь была разобрана, а вместо неё в 1707 году на средства прихожан сооружена каменная. Это последняя пятиглавая церковь, построенная в Суздале. Храм был летним; рядом с ним — низкая зимняя церковь в честь иконы Скорбящей богоматери. По-видимому, в конце XVIII века была пристроена алтарная абсида. В первой половине XIX века с западной стороны пристроена круглая с тремя портиками «ампирная» паперть. Несмотря на различие стилей, она органично вписалась в архитектуру храма.
В 1923 году храм был закрыт. В храме устроили склад льна, позже — гараж.
В 1976 году храм, в котором накануне передачи храма церкви располагался общественный туалет, был передан Русской православной церкви (вместо закрывшегося Казанского храма на центральной площади города). Настоятелем храма был назначен Валентин (Русанцов), под руководством которого в течение полугода храм полностью восстановлен.
В 1988 году из суздальского музея в храм были переданы мощи святой Евфросинии Суздальской и Евфимия Суздальского.
7 апреля 1990 года архимандрит Валентин (Русанцов) и члены общины официально объявили о выходе из Московского Патриархата; 11 апреля они были приняты в юрисдикцию Русской православной церкви заграницей. 4 октября архимандрит Валентин был назначен экзархом Архиерейского Синода РПЦЗ на территории СССР.
В июне 1995 года при окончательном отделении Валентина (Русанцова) от РПЦЗ Цареконстантиновский храм стал кафедральным собором созданной им «Российской православной свободной церкви» (с 1998 года — «Российской православной автономной церкви») (РПАЦ).
5 февраля 2009 года Арбитражный суд Владимирской области принял решение об изъятии храма у РПАЦ (вместе с девятью другими). 19 августа 2009 года прошла последняя литургия в соборе, а 20 августа храм был передан федеральным властям. При этом представители духовенства РПАЦ поместили мощи святых Ефросиньи Суздальской и Ефима Суздальского в свой Иверский синодальный храм и отказались вернуть их государству.
31 декабря 2009 года Цареконстантиновская церковь передана в бессрочное безвозмездное пользование Владимирской епархии Русской православной церкви. В храме начались восстановительные работы.
7 января 2011 года прошла первая за много лет литургия под юрисдикцией Русской православной церкви.

## Архитектура
Храм представляет собой высокий бесстолпный четверик, перекрытый кровлей на четыре ската. С восточной стороны к основному объёму здания примыкает алтарная апсида, а с западной — притвор, выстроенный в стиле классицизма.
На белой глади стен, подобно вышитой кайме, рисуются широкий карниз из мелких и глубоких подковообразных кокошников, пояса зубчатых городков и балясинок-кубышек, аналогичных карнизам колокольни Воскресенской церкви, и изящные фигурные завершения окон. Над кровлей поднимаются пять тонких с сильным рельефом колонок пояса, на редкость замысловатых главок. Нарядность верха, игра на контрастах простого и сложного, общая украшенность здания очень напоминают ныне не существующий Троицкий собор Ризположенского монастыря.